# رود کوپر
رود کوپر (به انگلیسی: Cooper River) یک رود در ایالات متحده آمریکا است که در شهرستان چارلستون، کارولینای جنوبی واقع شده‌است.
رودخانه کوپر یک رودخانه عمدتاً جزر و مدی در ایالت کارولینای جنوبی ایالات متحده است. شهرهای ماونت پلزنت، کارولینای جنوبی, چارلستون، کارولینای جنوبی، چارلستون شمالی، گوس کریک، کارولینای جنوبی، مونکس کرنر، کارولینای جنوبی و هنهن، کارولینای جنوبی در کنار رودخانه قرار دارند. کوتاه و عریض، رودخانه ابتدا توسط شاخه شرقی آب سیاه و سپس به سمت پایین دست در رودخانه جزر و مدی وَندو می‌پیوندد. تقریباً بلافاصله پس از آن، رودخانه کوپر به پای‌رود خود گسترش می‌یابد و با رود اشلی متحد می‌شود تا بندر چارلستون را تشکیل دهد.